# Acacia nervosa
Acacia nervosa är en ärtväxtart som beskrevs av Dc. Acacia nervosa ingår i släktet akacior, och familjen ärtväxter. Inga underarter finns listade i Catalogue of Life.